# Micronia ithygramma
Micronia ithygramma är en fjärilsart som beskrevs av Edward Meyrick. Micronia ithygramma ingår i släktet Micronia och familjen Uraniidae. Inga underarter finns listade i Catalogue of Life.